# Lijst van schaatsrecords 10.000 meter vrouwen (junioren)
Dit is een overzicht van de ontwikkeling van de schaatsrecords op de 10.000 meter meisjes (junioren)

## Ontwikkeling wereldrecord 10.000 meter (officieus)
| Nr. | Naam                 | Land      | Tijd     | Datum         | Baan       |
| --- | -------------------- | --------- | -------- | ------------- | ---------- |
| 1.  | Ingrid Paul          | Nederland | 17.34,90 | 16 maart 1984 | Haarlem    |
| 2.  | Antoinette Voskuil   | Nederland | 16.34,62 | 14 maart 1995 | Deventer   |
| 3.  | Paulien van Deutekom | Nederland | 15.43,75 | 24 maart 2000 | Heerenveen |
| 4.  | Moniek Kleinsman     | Nederland | 15.07,50 | 23 maart 2002 | Calgary    |
| 5.  | Martina Sáblíková    | Tsjechië  | 14.08,28 | 23 maart 2006 | Calgary    |

## Ontwikkeling Nederlands record 10.000 meter
| Nr. | Naam                 | Land      | Tijd     | Datum         | Baan       |
| --- | -------------------- | --------- | -------- | ------------- | ---------- |
| 1   | Ingrid Paul          | Nederland | 17.34,90 | 16 maart 1984 | Haarlem    |
| 2   | Antoinette Voskuil   | Nederland | 16.34,62 | 14 maart 1995 | Deventer   |
| 3   | Paulien van Deutekom | Nederland | 15.43,75 | 24 maart 2000 | Heerenveen |
| 4   | Moniek Kleinsman     | Nederland | 15.07,50 | 23 maart 2002 | Calgary    |